# Sterrhochaeta semiradiata
Sterrhochaeta semiradiata là một loài bướm đêm trong họ Geometridae.